# 제이슨 와이너

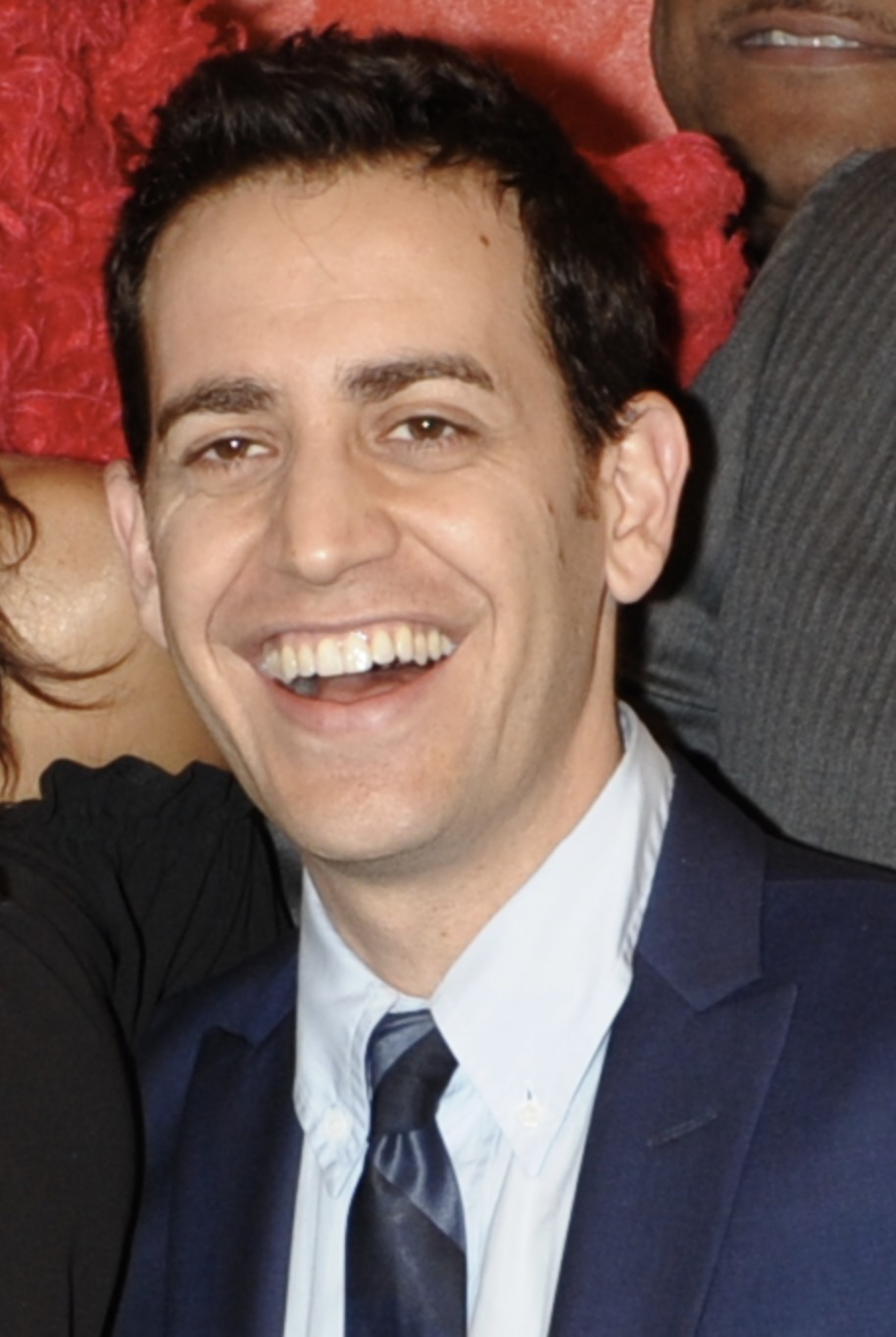

제이슨 와이너(Jason Winer, 1972년 12월 7일 ~ )는 미국의 영화 감독, 배우, 텔레비전 배우, 각본가, 영화 프로듀서이다.
볼티모어에서 태어났다.

## 방송
- 1600 펜

## 영화
- 오드 투 조이 (2019년)
- 라이프 인 피시스 (2015년)
- 모던 패밀리 3 (2011년)
- 아서 (2011년)
- 모던 패밀리 1 (2009년)
- 유, 미 앤 듀프리 (2006년)
- 슈츠 온 더 루즈 (2005년)
- 사랑해도 참을 수 없는 101가지 (2004년)
- 엽기 캠퍼스 (2002년)
- 썸 오브 올 피어스 (2002년)
- 킹 오브 더 월드 (2000년)